# Distrito de Šumadija
El Distrito de Šumadija (en serbio: Šumadijski okrug, Шумадијски округ) es uno de los 18 ókrug o distritos en que está dividida Serbia Central, la región histórica de Serbia. Tiene una extensión de 2.387 km², y según el censo de 2002, 298.778 habitantes. Su capital administrativa es la ciudad de Kragujevac.

## Municipios
Los municipios que componen el distrito son los siguientes:
- Kragujevac (dividida a su vez en 5 municipios)
- Aranđelovac
- Topola
- Rača
- Batočina
- Knić
- Lapovo